# Andrew McCollum
Andrew McCollum (4 de septiembre de 1983) es cofundador de Facebook y un Inversor ángel quién es director ejecutivo de Philo.

## Años universitarios
Asistió a la Universidad de Harvard con el cofundador Mark Zuckerberg y otros miembros del equipo fundador. Trabajó en Facebook desde febrero de 2004 hasta septiembre de 2007. Inicialmente, trabajó en Wirehog, un programa de intercambio de archivos, junto con Adam D'Angelo. McCollum regresó a la Universidad de Harvard y se graduó en 2007 con una Licenciatura en Ciencias de la Computación y obtuvo una maestría en educación de la Escuela de Graduados de Harvard. McCollum fue miembro del equipo de Harvard que compitió en la 31 ª Asociación para la Computación Machinery International Collegiate Programming Contest en Tokio, después de ocupar el segundo lugar en las competiciones regionales detrás de Massachusetts Institute of Technology.

## Carrera
Andrew McCollum fue el cofundador de JobSpice, una herramienta de preparación de currículum en línea. Actualmente actúa como Emprendedor en Residencia en New Enterprise Associates y Flybridge Capital Partners.
El 20 de noviembre de 2014, Andrew McCollum fue anunciado como nuevo CEO de Philo(Compañy), sucediendo a Christopher Thorpe.